# 2020년 하계 올림픽 복싱
2020년 하계 올림픽 복싱(일본어: 2020年夏季オリンピックのボクシング競技)은 2020년 하계 올림픽의 정식 종목으로 진행된 복싱 경기로  2021년 7월 24일부터 8월 8일까지 일본 도쿄 료고쿠 국기관에서 열린다.
이번 대회의 복싱 경기는 국제복싱협회 (AIBA)가 아닌 국제 올림픽 위원회의 감독 하에 국제 체조 연맹 와타나베 모리나리 회장이 이끄는 태스크포스가 주관한다. 이는 2019년 5월 22일 국제올림픽위원회가 AIBA의 도쿄올림픽 복싱 종목경기의 예선전과 본선 주관자격을 박탈했기 때문이다. AIBA는 지난 대회의 심판비리 파문과 우칭궈 회장 재직시절 불거진 재정난, 마약범죄 혐의가 있는 신임 회장선출 등의 내부적인 잡음이 지속되었지만 IOC의 자구책 보고서 제출요구를 충족시키지 못해 2018년 11월부터 직접 문제조사에 들어갔었다.

## 경기 방식
2013년 3월 23일, 국제 복싱 협회는 경기운영 방식에 큰 변화를 택했다. 아마추어 선수들이 협회측과 5년 단위로 계약해 프로 선수로 활동할 수 있는 프로팀 리그인 복싱 월드시리즈를 활성화, 올림픽 출전 자격을 유지하고 국가대표로 활동하면서도 새로운 프로선수의 길로 나아갈 수 있는 기회를 제공한 것이다. 한편으로 헤드기어를 없애고 '10점 만점'제를 도입한 것도 아마추어와 프로 사이의 경계를 명확히 하는 조치가 되었다.
2019년 6월 19일 IOC는 13개 체급 규정을 확정지었다. 남자 세부종목은 10개에서 8개급으로 감소한 반면 여자 세부종목은 3개에서 5개급으로 늘었다. 이 같은 13개 체급규정은
남자종목은 다음과 같다.
- 플라이급 (52kg)
- 페더급 (57kg)
- 라이트급 (63kg)
- 웰터급 (69kg)
- 미들급 (75kg)
- 라이트헤비급 (81kg)
- 헤비급 (91kg)
- 슈퍼헤비급 (+91kg)

여자종목은 다음과 같다.
- 플라이급 (51kg)
- 페더급 (57kg)
- 라이트급 (60kg)
- 웰터급 (69kg)
- 미들급 (75kg)

## 예선
한 국가당 각 종목에 최대 한 선수씩만 출전시킬 수 있다. 개최국 일본은 남자 4명, 여자 2명의 6명분 출전권이 자동으로 부여되며, 이밖에 남자 5명, 여자 3명의 8명분 출전권이 IOC-조직위-연맹 3자위원회의 결정에 따라 배분된다.
나머지 출전권은 2020년 1월부터 4월까지 열리는 대륙별 올림픽 예선대회 (아태, 아프리카, 유럽, 아메리카)를 통해 배분된다. 여기서 각급 종목별 대회 진출을 확정지은 국가를 제외하고 2020년 5월 세계 올림픽 예선대회를 다시 열어 배분한다.

## 경기 일정
아래는 대회 일정표이다. '전'은 오전 시간대, '후'는 오후 시간대, '저'는 저녁 시간대를 의미한다.
| 32 | 32강 | 16 | 16강 | 8 | 8강 | 준 | 준결승 | 결 | 결승 |

| 날짜              | 7월 24일 | 7월 24일 | 7월 25일 | 7월 25일 | 7월 26일 | 7월 26일 | 7월 27일 | 7월 27일 | 7월 28일 | 7월 28일 | 7월 29일 | 7월 29일 | 7월 30일 | 7월 30일 | 7월 31일 | 7월 31일 | 8월 1일 | 8월 1일 | 8월 2일 | 8월 2일 | 8월 3일 | 8월 3일 | 8월 4일 | 8월 4일 | 8월 5일 | 8월 5일 | 8월 6일 | 8월 6일 | 8월 7일 | 8월 7일 | 8월 8일 | 8월 8일 |
| 종목              | 후       | 저       | 후       | 저       | 후       | 저       | 후       | 저       | 후       | 저       | 후       | 저       | 후       | 저       | 후       | 저       | 후      | 저      | 후      | 저      | 후      | 저      | 후      | 저      | 후      | 저      | 후      | 저      | 후      | 저      | 후      | 저      |
| ----------------- | -------- | -------- | -------- | -------- | -------- | -------- | -------- | -------- | -------- | -------- | -------- | -------- | -------- | -------- | -------- | -------- | ------- | ------- | ------- | ------- | ------- | ------- | ------- | ------- | ------- | ------- | ------- | ------- | ------- | ------- | ------- | ------- |
| 남자 플라이급     |          |          |          |          | 32       | 32       |          |          |          |          |          |          |          |          | 16       | 16       |         |         |         |         | 8       | 8       |         |         | 준      |         |         |         | 결      |         |         |         |
| 남자 페더급       | 32       | 32       |          |          |          |          |          |          | 16       | 16       |          |          |          |          |          |          | 8       | 8       |         |         | 준      | 준      |         |         | 결      |         |         |         |         |         |         |         |
| 남자 라이트급     |          |          | 32       | 32       |          |          |          |          |          |          |          |          |          |          | 16       | 16       |         |         |         |         | 8       | 8       |         |         |         |         | 준      |         |         |         | 결      |         |
| 남자 웰터급       | 32       | 32       |          |          |          |          | 16       | 16       |          |          |          |          | 8        | 8        |          |          | 준      | 준      |         |         |         | 결      |         |         |         |         |         |         |         |         |         |         |
| 남자 미들급       |          |          |          |          | 32       | 32       |          |          |          |          | 16       | 16       |          |          |          |          | 8       | 8       |         |         |         |         |         |         | 준      |         |         |         | 결      |         |         |         |
| 남자 라이트헤비급 |          |          | 32       | 32       |          |          |          |          | 16       | 16       |          |          | 8        | 8        |          |          | 준      | 준      |         |         |         |         | 결      |         |         |         |         |         |         |         |         |         |
| 남자 헤비급       | 32       |          |          |          |          |          | 16       | 16       |          |          |          |          | 8        | 8        |          |          |         |         |         |         | 준      | 준      |         |         |         |         | 결      |         |         |         |         |         |
| 남자 슈퍼헤비급   |          | 32       |          |          |          |          |          |          |          |          | 16       | 16       |          |          |          |          | 8       | 8       |         |         |         |         | 준      |         |         |         |         |         |         |         | 결      |         |
| 여자 플라이급     |          |          | 32       | 32       |          |          |          |          |          |          | 16       | 16       |          |          |          |          | 8       | 8       |         |         |         |         | 준      |         |         |         |         |         | 결      |         |         |         |
| 여자 페더급       | 32       | 32       |          |          | 16       | 16       |          |          | 8        | 8        |          |          |          |          | 준       | 준       |         |         |         |         | 결      |         |         |         |         |         |         |         |         |         |         |         |
| 여자 라이트급     |          |          |          |          |          |          | 32       | 32       |          |          |          |          | 16       | 16       |          |          |         |         |         |         | 8       | 8       |         |         | 준      |         |         |         |         |         | 결      |         |
| 여자 웰터급       | 32       |          |          |          |          |          | 16       | 16       |          |          |          |          | 8        | 8        |          |          |         |         |         |         |         |         | 준      |         |         |         |         |         | 결      |         |         |         |
| 여자 미들급       |          |          | 32       |          |          |          |          |          | 16       | 16       |          |          |          |          | 8        | 8        |         |         |         |         |         |         |         |         |         |         | 준      |         |         |         | 결      |         |

## 메달리스트

### 남자
| 종목         | 금                                             | 은                                           | 동                                       |
| ------------ | ---------------------------------------------- | -------------------------------------------- | ---------------------------------------- |
| 플라이급     | 갈랄 야파이 · 영국                             | 카를로 팔람 · 필리핀                         | 다나카 료메이 · 일본                     |
| 플라이급     | 갈랄 야파이 · 영국                             | 카를로 팔람 · 필리핀                         | 사켄 비보시노프 · 카자흐스탄             |
| 페더급       | 알베르트 바티르가지예프 · 러시아 올림픽 위원회 | 듀크 래건 · 미국                             | 라사로 알바레스 · 쿠바                   |
| 페더급       | 알베르트 바티르가지예프 · 러시아 올림픽 위원회 | 듀크 래건 · 미국                             | 새뮤얼 타치 · 가나                       |
| 라이트급     | 안디 크루스 · 쿠바                             | 키숀 데이비스 · 미국                         | 해리 가사이드 · 오스트레일리아           |
| 라이트급     | 안디 크루스 · 쿠바                             | 키숀 데이비스 · 미국                         | 호브한네스 바치코브 · 아르메니아         |
| 웰터급       | 로니엘 이글레시아스 · 쿠바                     | 팻 매코맥 · 영국                             | 안드레이 잠코보이 · 러시아 올림픽 위원회 |
| 웰터급       | 로니엘 이글레시아스 · 쿠바                     | 팻 매코맥 · 영국                             | 에이던 월시 · 아일랜드                   |
| 미들급       | 에베르트 콘세이상 · 브라질                     | 올렉산드르 히주냐크 · 우크라이나             | 에우미르 마르시알 · 필리핀               |
| 미들급       | 에베르트 콘세이상 · 브라질                     | 올렉산드르 히주냐크 · 우크라이나             | 글레프 박시 · 러시아 올림픽 위원회       |
| 라이트헤비급 | 아를렌 로페스 · 쿠바                           | 벤저민 휘태커 · 영국                         | 로렌 알폰소 · 아제르바이잔               |
| 라이트헤비급 | 아를렌 로페스 · 쿠바                           | 벤저민 휘태커 · 영국                         | 이맘 하타예프 · 러시아 올림픽 위원회     |
| 헤비급       | 훌리오 세사르 라 크루스 · 쿠바                 | 무슬림 가지마고메도프 · 러시아 올림픽 위원회 | 데이비드 니카 · 뉴질랜드                 |
| 헤비급       | 훌리오 세사르 라 크루스 · 쿠바                 | 무슬림 가지마고메도프 · 러시아 올림픽 위원회 | 아브네르 테이셰이라 · 브라질             |
| 슈퍼헤비급   | 바호디르 잘롤로프 · 우즈베키스탄               | 리처드 토레즈 · 미국                         | 프레이저 클라크 · 영국                   |
| 슈퍼헤비급   | 바호디르 잘롤로프 · 우즈베키스탄               | 리처드 토레즈 · 미국                         | 캄시베크 쿤카바예프 · 카자흐스탄         |

### 여자
| 종목     | 금                             | 은                            | 동                                           |
| -------- | ------------------------------ | ----------------------------- | -------------------------------------------- |
| 플라이급 | 스토이카 크러스테바 · 불가리아 | 부세 나즈 차크롤루 · 튀르키예 | 황샤오원 · 중화 타이베이                     |
| 플라이급 | 스토이카 크러스테바 · 불가리아 | 부세 나즈 차크롤루 · 튀르키예 | 나미키 쓰쿠미 · 일본                         |
| 페더급   | 이리에 세나 · 일본             | 네스티 페테시오 · 필리핀      | 캐리스 아팅스톨 · 영국                       |
| 페더급   | 이리에 세나 · 일본             | 네스티 페테시오 · 필리핀      | 이르마 테스타 · 이탈리아                     |
| 라이트급 | 켈리 해링턴 · 아일랜드         | 베아트리스 페헤이라 · 브라질  | 수다뽄 시손디 · 태국                         |
| 라이트급 | 켈리 해링턴 · 아일랜드         | 베아트리스 페헤이라 · 브라질  | 미라 폿코넨 · 핀란드                         |
| 웰터급   | 부세나즈 쉬르메넬리 · 튀르키예 | 구훙 · 중화인민공화국         | 로블리나 보르고하인 · 인도                   |
| 웰터급   | 부세나즈 쉬르메넬리 · 튀르키예 | 구훙 · 중화인민공화국         | 오셰이 존스 · 미국                           |
| 미들급   | 로런 프라이스 · 영국           | 리첸 · 중화인민공화국         | 나우흐카 폰테인 · 네덜란드                   |
| 미들급   | 로런 프라이스 · 영국           | 리첸 · 중화인민공화국         | 젠피라 마고메달리예바 · 러시아 올림픽 위원회 |

## 같이 보기
- 2018년 아시안 게임 복싱
- 2018년 하계 청소년 올림픽 복싱
- 올림픽 복싱